# ناباروری مردان
ناباروری مردان به معنای ناتوانی یک مرد از باردار کردن زنی دارای توانایی فرزندآوری است. مشکل ناباروری مردان بین ۴۰–۵۰٪ از کل مشکلات ناباروری را تشکیل می‌دهد. این مشکل تقریباً ۷٪ از مردان را تحت‌الشعاع قرار می‌دهد. ناباروری در مردان معمولاً ناشی از نقایصی در مایع منی است و کیفیت مایع منی به عنوان معیار جایگزین میزان باروری مردان استفاده می‌شود.

## علل
عواملی که با ناباروری مردان ارتباط دارند:

### عوامل مرتبط با بیضه
عوامل مرتبط با بیضه به شرایطی اشاره دارد که بیضه‌ها علی‌رغم دریافت هورمون‌های کافی، تعداد کمی اسپرم تولید می‌کنند یا کیفیت اسپرم‌شان مطلوب نیست و شامل این موارد می‌شوند:

#### واریکوسل
واریکوسل، اتساع وریدهای بیضه است که در ۱۵٪ از مردان سالم و ۴۰٪ از مردان نابارور دیده می‌شود. این مورد در ۳۵٪ از موارد ناباروری اولیه و ۶۹–۸۱٪ از موارد ناباروری ثانویه وجود دارد.

#### دیگر
- (همچنین ببینید: پدری اثر سن)
- نقص ژنتیکی در کروموزوم Y
  - کروموزوم Y microdeletions
- ناهنجاری در مجموعهٔ کروموزومی
  - سندرم کلاین
- Centriole[۲]
- نئوپلاسمبه عنوان مثال seminoma
- ایدیوپاتیک شکست
- کریپتورکیدیسم
- تروما
- هیدروسل
- اوریون[۳]
- مالاریا
- سرطان بیضه
- نقص در USP26 در برخی موارد[۴]
- Acrosomal نقص مؤثر تخم مرغ،
- ایدیوپاتیک oligospermia - • کم‌نطفگی ناشی از علل ناشناخته – کمبود اسپرم با علل غیرقابل توضیح که ۳۰٪ مشکلات ناباروری مردان را دربرمی‌گیرد.[۵]

پرتودرمانی روی یکی از بیضه‌ها باعث می‌شود عملکرد آن کاهش پیدا کند اما اگر پرتودرمانی روی هر دو بیضه انجام نگیرد، به شکل مؤثری از بروز ناباروری اجتناب می‌شود.

### عوامل پیش‌بیضه‌ای
عوامل پیش‌بیضه‌ای عارضه‌هایی را در برمی‌گیرند که از پشتیبانی کافی از بیضه‌ها ممانعت می‌کنند و شامل پشتیبانی هورمونی ضعیف و سلامت عمومی ضعیف هستند. این عوامل عبارتند از:
- کم‌کاری غدد جنسی به علل مختلف
- چاقی ریسک کم‌کاری غدد جنسی را بیشتر می‌کند. نمونه‌های حیوانی نشان می‌دهند که چاقی می‌تواند باعث عدم حساسیت لپتین در هیپوتالاموس شود. این مسئله منجر به کاهش بیان ژن Kiss1 می‌شود که به نوبهٔ خود در انتشار هورمون آزادکنندهٔ گنادوتروپین‌ها (GnRH) تغییر ایجاد می‌کند.
- مورد تشخیص داده نشده و درمان نشدهٔ بیماری سلیاک. مردانی که سلیاک دارند ممکن است ناباروی‌شان قابل برگشت باشد. با این وجود بیماری سلیاک ممکن است همراه با چندین نشانهٔ غیر گوارشی بروز کرده که می‌تواند تقریباً هر اندام و دستگاهی از بدن را درگیر کند، حتی اگر هیچ‌کدام از نشانه‌های گوارشی (معدی‌روده‌ای) دیده نشود؛ بنابراین ممکن است این بیماری تشخیص داده نشود و منجر به عوارض بلندمدت شود. سلیاک در مردان می‌تواند کیفیت مایع منی را کاهش دهد و موجب نارسایی در مشخصه‌های جنسی ثانویه، هیپوگونادیسم و هایپرپرولاکتینمی شود که باعث اختلال نعوظ و از دست دادن میل جنسی (لیبیدو) خواهد شد. یک رژیم غذایی فاقد گلوتن و اصلاح عناصر ناکافی رژیم غذایی می‌تواند باعث بازگشت دوبارهٔ توانایی باروری شود. شاید بهتر باشد که یک ارزیابی مؤثر در زمینهٔ ناباروری شامل ارزیابی وجود بیماری پنهان سلیاک، هم در زنان و هم در مردان، باشد.
- مواد مخدر و الکل.
- سواری دشوار و پرتقلا (دوچرخه‌سواری، اسب‌سواری)
- داروها که شامل این موارد می‌شود: داروهایی که فرایند ایجاد اسپرم (اسپرماتونژ) را تحت تأثیر قرار می‌دهند مثل شیمی‌درمانی، استروئیدهای آنابولیک، سایمتیدین و اسپیرونولاکتون؛ آن‌هایی که سطح FSH (هورمون محرکه فولیکولی) را کاهش می‌دهند مثل فنی‌توئین؛ و داروهایی که تحرک اسپرم‌ها را کاهش می‌دهند مثل سولفاسالازین و نیتروفورانتوئین.
- ناهنجاری‌های ژنتیکی مثل جابه‌جایی رابرتسونی.

#### مصرف دخانیات
شواهد فزاینده‌ای وجود دارد که مصرف محصولات دخانی ممکن است به بیضه‌ها آسیب برساند و اسپرم‌ها را بکشد اما تأثیر آن روی ناباروری مردان هنوز روشن نیست. برخی دولت‌ها تولیدکنندگان را ملزم کرده‌اند که هشدارهایی در این مورد روی بستهٔ محصولاتشان چاپ کنند. مصرف دخانیات میزان جذب کادمیوم را افزایش می‌دهد زیرا گیاه تنباکو خود این فلز را جذب می‌کند. کادمیوم که از نظر شیمیایی شبیه به روی است، ممکن است در دی‌ان‌ای-پلی مرازها که نقشی حیاتی در تولید اسپرم دارند، جایگزین روی شود. جایگزین شدن روی با کادمیوم در دی‌ان‌ای-پلی مرازها می‌تواند به ویژه برای بیضه‌ها زیان‌بار باشد.

#### آسیب DNA
گونه‌های ارثی ژن‌هایی که آنزیم‌های به کار گرفته شده برای ترمیم عدم تطابق‌های DNA را رمزگذاری می‌کنند با افزایش خطر آسیب به DNA اسپرم و ناباروری مردان ارتباط داده شده‌اند. همچنان که سن مردان بالا می‌رود کاهش مداومی در کیفیت مایع منی ایجاد می‌شود و به نظر می‌رسد که این کاهش ناشی از آسیب به DNA باشد. از یافته‌ها برمی‌آید که آسیب به DNA یک عامل مهم در ناباروری مردان است.

#### اپی ژنتیک
حجم روزافزونی از شواهد اخیر نشان می‌دهند که ناهنجاری در متیلاسیون DNA اسپرم با ناهنجاری در ویژگی‌های مایع منی و ناباروری مردان ارتباط دارد. .

### علل پس‌بیضه‌ای
عوامل ناباروی پس‌بیضه‌ای، باروری مردان را به علت عارضه‌هایی که بر دستگاه تناسلی مردانه بعد از تولید اسپرم اثر می‌گذارند کاهش می‌دهند و شامل نقایص دستگاه تناسلی و همچنین مشکلات انزال هستند:
- انسداد رگ وابران
- فقدان رگ وابران که اغلب با نشانگرهای ژنتیکی فیبروز سیستیک در ارتباط است.
- عفونت، برای مثال پروستاتیت
- انزال پس گرد
- انسداد مجرای انزال
- هیپوسوادیاس
- اختلال نعوظ

## تشخیص
تشخیص ناباروری با بررسی سابقهٔ پزشکی و معاینهٔ فیزیکی توسط پزشک، دستیار پزشک یا پرستار متخصص آغاز می‌شود. معمولاً به دو آنالیز اسپرم مجزا نیاز است. پزشک معالج ممکن است آزمایش خون نیز تجویز کند تا بتواند عدم تعادل‌های هورمونی، عارضه‌ّهای پزشکی و مشکلات ژنتیکی را تشخیص دهد.

### تاریخچه پزشکی
این سابقه باید شامل این موارد باشد: عوامل پیش‌بیضه‌ای یا جراحت آلت تناسلی (پیچش بیضه، بیضهٔ نزول نیافته، تروما)، عفونت‌ها (اوریون، ورم بیضه، اپیدیدیمیت)، عوامل محیطی، قرار داشتن در گرمای مفرط، تشعشعات، و استفاده از داروها و مخدرها (استروئیدهای آنابولیک، الکل و سیگار کشیدن).
عادات جنسی، زمان‌بندی و تناوب مقاربت، استفاده از روان‌کننده‌های شخصی (لوبریکانت‌ها) و تجربیات باروری قبلی هر کدام از زوجین می‌تواند مهم باشد.
از دست دادن میل جنسی و سردرد یا اختلال در بینایی ممکن است نشان دهندهٔ وجود تومور در غدهٔ هیپوفیز باشد. سوابق پزشکی یا جراحی ممکن است نشان دهندهٔ این موارد باشد: مشکلات تیروئیدی یا بیماری‌های کبدی (ناهنجاری در اسپرماتوژنز)، نوروپاتی دیابتی (انزال پس گرد) جراحی ریشه‌ای لگن یا رتروپریتونئال (عدم خروج مایع منی به علت آسیب عصبی سمپاتیک) یا ترمیم فتق (آسیب به رگ وابران یا خون‌رسانی به بیضه).
بررسی سابقهٔ خانوادگی ممکن است وجود مشکلات ژنتیکی را آشکار کند.

### معاینه فیزیکی
معمولاً بیمار کاملاً برهنه شده و یک روپوش بیمارستانی بر تن می‌کند. پزشک، دستیار پزشک یا پرستار متخصص معاینهٔ کاملی از آلت تناسلی، کیسهٔ بیضه، بیضه‌ها، رگ وابران، طناب اسپرمی، مجرای انزالی، مجرای ادراری، مثانه، مقعد و راست‌روده به عمل می‌آورد. یک دستگاه ارکیدومتر می‌تواند حجم بیضه‌ها را که به نوبهٔ خود ارتباط نزدیکی با پارامترهای اسپرمی و هورمونی دارد، اندازه بگیرد. معاینهٔ فیزیکی کیسهٔ بیضه می‌تواند واریکوسل را مشخص کند اما اینکه تشخیص و اصلاح واریکوسل به وسیلهٔ جراحی می‌تواند روی پارامترهای اسپرمی یا به‌طور کلی باروری مردان تأثیرگذار باشد یا نه محل بحث است.

### نمونه اسپرم
حجم نمونهٔ مایع منی، تعداد تقریبی کل سلول‌های اسپرم، تحرک پیشروندهٔ اسپرم و درصد اسپرم‌هایی که شکل (مورفولوژی) نرمال دارند اندازه‌گیری می‌شود. این آزمایش رایج‌ترین آزمایش باروری است. نقایص اسپرم معمولاً به صورت زیرتشریح می‌شوند:
- کم‌نطفگی یا الیگواسپرمی (Oligospermia): کاهش تعداد اسپرماتوزون در مایع منی.
- آ اسپرمیا: فقدان کامل مایع منی.
- هیپواسپرمی: کاهش حجم مایع منی.
- بی‌نطفگی یا آزواسپرمی (Azoospermia): عدم وجود سلول‌های اسپرم در مایع منی.
- تراتواسپرمی: افزایش تعداد اسپرم‌های دارای مورفولوژی غیرطبیعی.
- استنوزواسپرمی: کاهش تحرک اسپرم.

ترکیبات گوناگونی از این مشکلات نیز وجود دارند، مثل تراتواستنوزواسپرمی که کاهش تحرک و مورفولوژی غیرطبیعی اسپرم را نشان می‌دهد. کاهش تعداد اسپرم اغلب با کاهش تحرک اسپرم و افزایش تعداد اسپرم‌های دارای مورفولوژی غیرطبیعی در ارتباط است؛ بنابراین اصطلاح الیگواستنوتراتوزواسپرمی یا الیگواسپرمی می‌تواند به عنوان اصطلاحی که تمام این موارد را دربرمی‌گیرد استفاده شود.

### نمونه خون
آزمایش‌های معمول هورمونی شامل تعیین سطح هورمون محرکهٔ فولیکولی (FSH) و تستوسترون است. نمونهٔ خون می‌تواند علل ژنتیکی ناباروری مثل سندرم کلاین‌فلتر، ریزحذف کروموزوم Y یا فیبروز سیستیک را مشخص کنند.

### سونوگرافی
سونوگرافی کیسهٔ بیضه در مواردی که احتمال بیماری خاصی وجود دارد، مفید است. سونوگرافی می‌تواند نشانه‌های اختلالات بیضه (دیس‌ژنزی) را که اغلب با اسپرماتوژنز معیوب و ریسک بالاتر سرطان بیضه در ارتباط است، نشان دهد. همچنین سونوگرافی کیسهٔ بیضه می‌تواند وجود ضایعات بدخیم بیضه را آشکار کند. کاهش رگ‌دار شدن (آوندبندی) بیضه‌ها ویژگی مشخصهٔ عارضهٔ پیچش بیضه است در حالی که فتق اغلب در اپیدیدموارکیت (التهاب بیضه و اپیدید) یا در برخی عارضه‌های بدخیم مثل سرطان لنفوم و سرطان خون مشاهده می‌شود. در مواردی که معاینهٔ فیزیکی برای ارزیابی رفلاکس وریدی در واریکوسل قابل اتکا نیست یا برای بررسی بازگشت/باقی ماندن عارضه پس از جراحی، سونوگرافی داپلر می‌تواند مفید باشد، هرچند تأثیر کشف واریکوسل یا اصلاح آن از طریق جراحی روی پارامترهای اسپرم و باروری کلی مورد بحث است.
اتساع سر یا دم مجاری اپیدیدیم (روخاگ) نشان‌دهندهٔ انسداد یا التهاب دستگاه تناسلی مرد است. چنین ناهنجاری‌هایی، همانند ناهنجاری‌های بافت اپیدیدیم، با ناهنجاری در پارامترهای اسپرم ارتباط داده شده‌اند. سونوگرافی کیسهٔ بیضه و سونوگرافی ترانس‌رکتال می‌توانند در کشف فقدان مادرزادی یک طرفه یا دوطرفة رگ وابران که ممکن است با ناهنجاری یا عدم تکامل اپیدیدم، کیسه‌ّهای منی یا کلیه ارتباط داشته باشد مفید باشند و نیاز به استخراج اسپرم از بیضه را نشان دهند. سونوگرافی ترانس‌رکتال نقشی کلیدی در ارزیابی بی‌نطفگی ناشی از انسداد و همچنین کشف فقدان مادرزادی رگ وابران یا ناهنجاری‌های مرتبط با انسداد مجرای انزالی (از جمله ناهنجاری‌های خود مجرای انزال، کیست در قسمت میانی پروستات که نیاز به مکش داشته باشد یا نقص کیسه‌های منی برای بزرگ شدن یا تخلیه شدن) دارد.
اتساع سر یا دم مجاری اپیدیدیم (روخاگ) نشان‌دهندهٔ انسداد یا التهاب دستگاه تناسلی مرد است. چنین ناهنجاری‌هایی، همانند ناهنجاری‌های بافت اپیدیدیم، با ناهنجاری در پارامترهای اسپرم ارتباط داده شده‌اند. سونوگرافی کیسهٔ بیضه و سونوگرافی ترانس‌رکتال می‌توانند در کشف فقدان مادرزادی یک طرفه یا دوطرفهٔ رگ وابران که ممکن است با ناهنجاری یا عدم تکامل اپیدیدم، کیسه‌های منی یا کلیه ارتباط داشته باشد، مفید باشند و نیاز به استخراج اسپرم از بیضه را نشان دهند. سونوگرافی ترانس‌رکتال نقشی کلیدی در ارزیابی بی‌نطفگی ناشی از انسداد و همچنین کشف فقدان مادرزادی رگ وابران یا ناهنجاری‌های مرتبط با انسداد مجرای انزالی (از جمله ناهنجاری‌های خود مجرای انزال، کیست در قسمت میانی پروستات که نیاز به مکش داشته باشد یا نقص کیسه‌های منی برای بزرگ شدن یا تخلیه شدن) دارد.

## پیشگیری
برخی از استراتژی‌های پیشنهاد یا پیشنهاد برای جلوگیری از ناباروری در مردان عبارتند از:
- پرهیز از سیگار کشیدن، زیرا به DNA اسپرم  آسیب می‌رساند
- پرهیز از مصرف زیاد ماری‌جوانا و الکل
- اجتناب از قرارگیری بیضه‌ها در معرض گرمای زیاد
- حفظ دفعات مطلوب فعالیت جنسی: تعداد اسپرم می‌تواند با فعالیت جنسی هر روزه کاهش یابد و تحرک اسپرم هم می‌تواند به دلیل کم بودن فعالیت جنسی کاهش باید (با حداقل ۱۰ تا ۱۴ روز پرهیز از رابطه جنسی).
- پوشیدن محافظ بیضه یا بیضه‌بند در هر ورزشی از جمله بیسبال، بسکتبال، کریکت، لاکراس، هاکی، سافت‌بال، پینت‌بال، نمایش‌های سوارکاری، موتورسواری صحرایی، کشتی، فوتبال، کاراته یا دیگر ورزش‌های رزمی یا هر ورزشی که در آن یک توپ، پا، دست، زانو یا چوب می‌تواند با ناحیه بیخ ران تماس پیدا کند.

## درمان
روش‌های درمانی بسته به بیماری زمینه‌ای و شدت نقص باروری مرد متفاوت است. به علاوه، در هر مورد ناباروری، باروری زن نیز باید لحاظ شود.
برای وضعیت‌های ناشی از عوامل پیش‌بیضه‌ای اغلب می‌توان از ابزارها یا مداخلات پزشکی استفاده کرد.
ناباروری ناشی از بیضه‌ها معمولاً در برابر دارو مقاوم است. رویکردهای معمول شامل استفاده از اسپرم برای تلقیح داخل‌رحمی اسپرم، لقاح آزمایشگاهی یا لقاح آزمایشگاهی با استفاده از تزریق درون سیتوپلاسمی اسپرم است. در مورد لقاح آزمایشگاهی با تزریق درون سیتوپلاسمی اسپرم، حتی با تعداد کمی اسپرم هم می‌توان بارداری را ایجاد کرد
چنانچه مرد فاقد اسپرم باشد و در نمونه برداری از بیضه هم اسپرمی بدست نیاید ، بهترین درمان استفاده از اسپرم اهدایی است .
علل انسدادی ناباروری پس‌بیضه‌ای را می‌توان با جراحی یا لقاح آزمایشگاهی با تزریق درون سیتوپلاسمی اسپرم حل کرد. عوامل مربوط به انزال ممکن است با دارو یا تلقیح داخل‌رحمی اسپرم یا لقاح آزمایشگاهی قابل درمان باشند.
ویتامین E به مقابله با استرس اکسیداتیو که با آسیب به دی‌ان‌ای اسپرم و کاهش تحرک اسپرم ارتباط داده شده، کمک می‌کند. یک ترکیب هورمونی-آنتی‌اکسیدانی ممکن است تعداد و تحرک اسپرم‌ها را بهبود دهد. با این حال، تنها شواهدی کم‌کیفیت و اندک وجود دارد که آنتی‌اکسیدان‌های خوراکی داده شده به مردان در زوج‌هایی که به دلیل ناباروری مرد یا کم‌باروری با علل ناشناخته تحت درمان با لقاح آزمایشگاهی بودند، به نرخ تولد بالاتر منجر شد. مشخص نیست که آیا این روش عوارض جانبی دارد یا نه. .

### درمان هورمونی
به‌کارگیری هورمون لوتئینه‌کننده (LH) (یا هورمون گنادوتروپین جفتی انسان) و هورمون محرکة فولیکول در درمان ناباروری ناشی از هیپوگنادیسم هیپوگنادوتروپیک بسیار مؤثر است. اگرچه این کار مورد بحث و مجادله است اما داروی ضد آندروژن کلومیفن سیترات (که استفادة دیگری دارد) نیز می‌تواند برای بالا بردن سطح گنادوتروپین هم مؤثر باشد.
اگرچه آندروژن‌ّها برای اسپرماتوژنز و در نتیجه برای باروری مردان کاملاً ضروری هستند، اما مشخص شده که درمان با استفاده از تستوسترون برون‌زاد در مردانی که تعداد اسپرم کمی دارند ناموثر است. تصور می‌شود علت این امر آن است که برای مداخله در اسپرماتوژنز به سطوح بسیاری بالایی از تستوسترون موضعی در بیضه‌ّها نیاز است (غلظت تستوسترون در لوله‌ّهای منی‌ساز ۲۰ تا ۱۰۰ برابر بالاتر از سطوح گردشی آن است) و درمان با روش تستوسترون برون‌زاد (که به‌طور سیستماتیک انجام می‌شود) نمی‌تواند به این غلظت‌های موضعی بالا دست پیدا کند (حداقل نه بدون تجویز دوزهای بسیار فراتر از حد فیزیولوژیک). به علاوه، همان‌طور که در استفاده‌کنندگان از استروئیدهای آندروژنی/آنابولیک دیده شده (که تولید اسپرم در آن‌ها تا حدی یا به‌طور کامل سرکوب شده)، درمان با روش تستوسترون برون‌زاد می‌تواند با سرکوب ترشح گنادوتروپین از غدة هیپوفیز به باروری مردان آسیب رسانده یا آن را کاملاً سرکوب کند. این ناشی از آن است که سرکوب گنادوتروپین به کاهش تولید آندروژن بیضه‌ای منجر می‌شود (که خود باعث کاهش غلظت موضعی این هورمون در بیضه‌ّها می‌شود) و هورمون محرکة فولیکول هم مستقلاً برای اسپرماتوژنز حیاتی است. برخلاف هورمون محرکة فولیکول، هورمون لوتئینه‌کننده به غیر از القای تولید تستوسترون در بیضه‌ّها، نقش اندکی در باروری مردان دارد.
معلوم شده‌است که استروژن، در برخی غلظت‌ها برای باروری/اسپرماتوژنز ضروری است. با این حال، خیلی بالا بودن سطح استروژن می‌تواند با سرکوب ترشح گنادوتروپین و در نتیجه کاهش سطح آندروژن داخل‌بیضه‌ای در باروری مردان مشکل ایجاد کند. به همین ترتیب، کلومیفن سیترات (یک ضد استروژن) و مهارکننده‌های آروماتاز مثل تسترولاکتون و آناستروزول در فایده‌رسانی به اسپرماتوژنز مؤثر شناخته شده‌اند.
درمان با استفاده از ترکیب استروژن و تستوسترون با دوز پایین ممکن است در برخی مردان، از جمله مردانی که کم‌نطفگی شدید دارند، به بهبود تعداد و تحرک اسپرم‌ها کمک کند.
بر اساس پژوهشهای انجام شده، مکملهای تقویتی با ترکیبات نزدیک به موارد ذیل، نقش مشهودی در افزایش توان باروری مردان دارد:
Zink
10–15 mg per day
selenium
70-100 micgr per day
vitamin C (ascorbic acid)
1000–2000 mg
vitamin E
100-200 IU
coenzyme Q10. 
200 mg or 400 mg per day
I-carnitine
3000–4000 mg
L-Arginin
1000–2000 mg
B12
2.4 mcg / day
Folic acid
400-700 mcg / day
Vitamin D
5,000-10,000 IU (125- 250 mcg) per day
Omega 3
1000–2000 mg/day
D-aspartic acid (for testosterone level)
2.6–3 mg/day
glutathione
50–600 mg /day
Maca
1500–3000 mg/day
Jinseng
1.5-4 gr/day (300–800 mg of extract per day)
lecithin
900–1200 mg/day
البته در افراد هیپوتیروئیدی مصرف ال-کارنیتین اگرچه مانند افراد هایپرتیروئیدی علائم را بهبود می دهد اما باید با احتیاط و تحت نظارت پزشک مصرف شود چرا که در جذب هورمونهای تیروئید به هسته سلول، اثر آنتاگونیستیک دارد و ممکن است به افزایش هورمون پرولاکتین و به تبع ترشح کمتر هورمون تستوسترون به علت اثر بر هیپوفیز منجر شود و از این طریق تاثیر منفی بر باروری مردان داشته باشد.

## درمان‌های بالقوه
پژوهشگران در دانشگاه مونستر با استفاده از سیستم کشت آگار سه بعدی یک شرایط کشت آزمایشگاهی ایجاد کردند که سلول‌های جنسی بیضه‌ها در موش‌ها را تحریک می‌کند تا به مراحل نهایی اسپرماتوژنز، از جمله تولید اسپرماتوزوئید برسد. این روش اگر در انسان‌های انجام شود می‌تواند به‌طور بالقوهٔ مردان نابارور را قادر سازد که با اسپرم خودشان بچه‌دار شوند. پژوهشگران دانشگاه مونستر با استفاده از سلول‌های پوست مردان نابارور، پیش‌ماده‌ای (ماده متشکلهٔ جسم جدید) از اسپرم را ساختند.